# 史可程
史可程（1611年3月8日—？），字赤豹，號蘧庵，河南開封府祥符縣人，錦衣衛籍，明末政治人物。史可法弟。

## 生平
崇禎十二年（1639年）己卯科順天鄉試第九十七名舉人，十六年（1643年）中式癸未科會試第六十四名，二甲第十名進士。刑部觀政，授翰林院庶吉士。
李自成攻陷京師，投降叛軍。李自成敗退後，又重歸南明，至南京居住。南明弘光帝朝廷議定從賊之罪，史可程被列為“另存再議者”名單。不久寄居宜興去世。

## 著作
史可程工詩，有《浮叟詩集》。《晚晴簃詩匯》錄其詩一首。
- 广陵先兄阁部墓下作

一抔乾净地，洒血酹孤樽。
雁序沦黄土，荪枝乾白门。
蛇龙缠日月，箕尾正乾坤。
浩气今何许，空嗟五丈原。
烈风梅岭肃，高会自平山。
方拾迷楼烬，谁寻遗镞斑。
雨垣颓似蕢，江月晕如环。
披发疑公下，苍茫羽檄间。

## 家族
曾祖史德芳（錦衣衛百戶）；祖父史應利（庠生）、生祖史應元（萬曆甲午舉人）；父史本質（廪生）。